# Stupiczewo
Stupiczewo (biał. Ступічава, Stupiczawa; ros. Ступичево, Stupiczewo) – wieś na Białorusi, w obwodzie brzeskim, w rejonie kamienieckim, w sielsowiecie Nowickowicze, nad Leśną, w pobliżu Kamieńca.

## Historia
Pod zaborami i w czasach II Rzeczypospolitej wieś Stupiczewo i majątek ziemski (folwark) Stupiczewo-Nadolin. W XIX i w początkach XX w. położone było w Rosji, w guberni grodzieńskiej, w powiecie brzeskim, w gminie Kamieniec Litewski.
W dwudziestoleciu międzywojennym leżało w Polsce, w województwie poleskim, w powiecie brzeskim, w gminie Kamieniec Litewski. W 1921 wieś liczyła 112 mieszkańców, zamieszkałych w 26 budynkach, w tym 107 Białorusinów i 5 Polaków. Wszyscy mieszkańcy byli wyznania prawosławnego. Folwark liczył zaś 20 mieszkańców, zamieszkałych w 3 budynkach, w tym 15 Białorusinów i 5 Polaków. 15 mieszkańców było wyznania prawosławnego i 5 rzymskokatolickiego.
Po II wojnie światowej w granicach Związku Sowieckiego. Od 1991 w niepodległej Białorusi.